# Ататюрк, Мустафа Кемаль
Мустафа́ Кема́ль Ататю́рк (ранее Гази Мустафа Кемаль-паша) (тур. Mustafa Kemal Atatürk; не ранее 1880 и не позднее 1881[…], Салоники, Салоникский вилайет, Османская империя — 10 ноября 1938[…], Долмабахче, Бешикташ, Турция) — османский и турецкий государственный, политический и военный деятель. Основатель и первый лидер Республиканской народной партии Турции; первый президент Турецкой Республики, основатель современного турецкого государства.
Возглавив после поражения (октябрь 1918) Османской империи в Первой мировой войне национально-революционное движение и войну за независимость в Анатолии, добился ликвидации правительства султана и оккупационного режима, создал новое, основанное на национализме («суверенитете нации»), республиканское государство, провёл ряд серьёзных политических, социальных и культурных реформ, таких как: ликвидация султаната (1 ноября 1922), провозглашение республики (29 октября 1923), де-юре упразднение на тот момент де-факто уже не существующего халифата (3 марта 1924), введение светского обучения, закрытие дервишских орденов, реформа одежды (1925), принятие нового уголовного и гражданского кодексов по европейскому образцу (1926), латинизация алфавита, очищение турецкого языка от арабских и персидских заимствований, отделение религии от государства (1928), предоставление избирательных прав женщинам, отмена титулов и феодальных форм обращения, введение фамилий (1934), создание национальных банков и национальной промышленности. Как председатель Великого национального собрания (1920—1923) и затем (с 29 октября 1923) как президент республики, переизбиравшийся на этот пост каждое четырёхлетие, а также как несменяемый председатель им созданной Народно-республиканской партии, приобрёл в Турции непререкаемый авторитет и любовь нации.

## Дата рождения
Существуют различные версии фактической даты рождения Мустафы Кемаля (причём, в связи с разностью календарей, использовавшихся в Османской империи, даже он сам не знал свою точную дату рождения); согласно самой распространённой из них, он родился 12 марта 1881 года.
Во второй половине XIX века в Османской империи использовались два календаря: исламский (также называемый календарём Хиджры) — предназначенный для празднования исламских праздников, и румийский — гражданский календарь, принятый в 1839 году и основанный на юлианском календаре. Несмотря на то, что оба они отсчитывают время от Хиджры — переселения Мухаммеда из Мекки в Медину, между ними в то время существовала разница; разница существует и в настоящее время, несмотря на реформы, которые были проведены для их сближения.
Дата рождения Ататюрка была записана в реестр записей города Селаник как 1296 год от Хиджры без указания календаря. В связи с этим Ататюрк выбрал в качестве своего дня рождения условную дату — 19 мая, день начала борьбы Турции за независимость. В этот день, 19 мая 1919 года, в Самсуне Мустафа Кемаль выступил перед молодёжью и объявил мобилизацию против оккупационных войск. Его отождествление с Днём независимости подразумевало выбор гражданского календаря, в котором 1296 год Хиджры охватывает период с 13 марта 1880 года по 12 марта 1881 года. Последние даты указаны по григорианскому календарю, принятому Турцией в 1926 году Ататюрком в целях стандартизации (юлианский календарь был отменён ранее). Поэтому Ататюрк отмечал дату 19 мая 1881 года во всех документах, официальных и неофициальных, в качестве своего дня рождения.
Мать говорила Ататюрку, что он родился в весенний день, но его младшая сестра Макбуле Атадан говорила, что он родился ночью, в снежную бурю, во время грозы. Турецкий историк Фаик Решид Унат получил разные ответы от соседей Зубейде-ханим в Салониках. Некоторые утверждали, что он родился в весенний день, а другие что в зимний день, в январе или феврале. Дата, которая получила некоторое признание — 19 мая, дата, которая была указана историком Решитом Саффетом Атабиненом. Дата 19 мая является символической датой начала войны за независимость Турции, и Атабинен связал день рождения Ататюрка с началом войны за независимость — жест, который Ататюрк высоко оценил. Существует другая история о возникновении этой даты: учитель спросил Ататюрка о дате его рождения, на что он ответил, что не знает её. Учитель предложил в качестве дня его рождения 19 мая. Опять же, есть два способа интерпретировать это: «19 мая 1881 года по григорианскому календарю» подразумевало бы «1 марта 1297 года по румийскому», что противоречит единственной записанной информации — «1296 по румийскому календарю». «19 мая 1296 года по румийскому календарю» подразумевает 1880 год по григорианскому календарю.
Некоторые источники игнорируют все вышеперечисленные даты и указывают на совершенно иные:
1. Энвер Бехнан Шаполио, турецкий историк религии, утверждает, что Ататюрк родился 23 декабря 1880 года.
2. Шевкет Сюрейя Айдемир приводит в качестве даты рождения 4 января 1881.
3. Мухтар Кумрал, глава Общества Мустафы Кемаля, приводит дату 13 марта 1881, и заявляет, что эту дату приводила Макбуле Атадан. Если эту дату перевести на румийский календарь, то получится 1 марта 1297 года. Верность этого утверждения спорна, так как в реестре записей указывается 1296 год румийского календаря, а не 1297. С другой стороны, день 13 марта не противоречит данным, которые приводили мать и сестра Ататюрка: это ранняя весна, в это время вполне возможны такие погодные явления как снежная буря и гроза (хотя грозы ранней весной — большая редкость).
4. Тевфик Рюштю Арас утверждает, что Ататюрк родился между 10-м и 20 мая. Своими мыслями он поделился с Мустафой, на что он ответил: «А почему бы и не 19-е».
По воспоминаниям советского дипломата Семёна Ивановича Аралова, при разговоре с Ататюрком он упомянул, что родился в 1880 году, на что Ататюрк ответил «Как и я».
В последнем же официальном документе Мустафы Кемаля не указан день и месяц, а указан лишь год — 1881. Этот документ Ататюрка выставляется Музее Ататюрка в Шишли. В Турецкой Республике дата 19 мая 1881 принята в качестве официальной.

## Происхождение, детство и образование

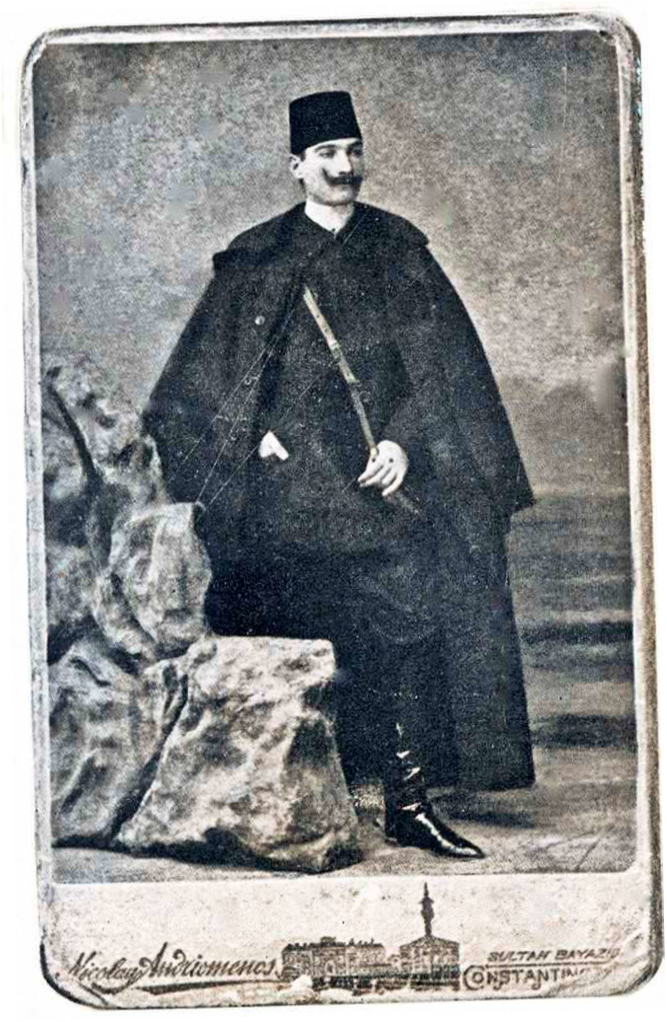
Молодой Ататюрк.

Родился в 1880 или 1881 году (достоверных сведений о дате рождения нет; впоследствии Кемаль выбрал датой своего рождения 19 мая — день начала борьбы за независимость Турции) в квартале Ходжакасым оттоманского города Салоники (ныне Греция) в семье мелкого лесоторговца, бывшего таможенного служащего Али Рызы-эфенди и его жены Зюбейде-ханым (в доме, где родился Мустафа в 1953 году был основан мемориальный музей). Доподлинно неизвестно происхождение его отца, некоторые источники утверждают, что его предки были турками-переселенцами из Сёке, другие настаивают на балканских (албанских или болгарских) корнях Ататюрка, в семье говорили по-турецки и исповедовали ислам, хотя среди противников-исламистов Кемаля в Османской империи было распространено мнение, что его отец принадлежал к иудейской секте дёнме, одним из центров которой был город Салоники. Он и его младшая сестра Макбуле Атадан были единственными детьми в семье, дожившими до взрослого возраста, остальные умерли в раннем детстве.
Мустафа был активным ребёнком и обладал вспыльчивым и чрезвычайно независимым характером. Общению со сверстниками или сестрой мальчик предпочитал одиночество и независимость. Он нетерпимо относился к мнению окружающих, не любил идти на компромиссы и всегда стремился следовать выбранному для себя пути. Привычка прямо высказывать всё, что он думает, принесла Мустафе в дальнейшей жизни немало хлопот, и с ней он нажил многочисленных врагов.
Мать Мустафы, ревностная мусульманка, хотела, чтобы её сын изучил Коран, но её муж, Али Рыза, склонялся к тому, чтобы дать Мустафе более современное образование. Супруги никак не могли прийти к компромиссу, и поэтому, когда Мустафа достиг школьного возраста, его сначала определили в школу Хафыза Мехмет-эфенди, располагавшуюся в квартале, где жила семья.
Его отец умер в 1888 году, когда Мустафе было 8 лет. 13 марта 1893 года он, согласно своему устремлению, будучи 12-и лет, поступил в подготовительную военную школу в Салониках Selânik Askerî Rüştiyesi, где учитель математики дал ему второе имя Кемаль («совершенство»).
В 1896 году был зачислен в военную школу (Manastır Askerî İdadisi) в городе Манастир (ныне Битола в современной Северной Македонии).
13 марта 1899 года поступил в Оттоманский военный колледж (Mekteb-i Harbiye-i Şahane) в Стамбуле, столице Османской империи. В отличие от прежних мест учёбы, где господствовали революционные и реформаторские настроения, колледж был под жёстким контролем султана Абдул-Хамида II.
10 февраля 1902 года поступил в Оттоманскую академию генштаба (Erkân-ı Harbiye Mektebi) в Стамбуле, которую окончил 11 января 1905 года. Тотчас по окончании академии, был арестован по обвинению в противозаконной критике абдулхамидовского режима и после нескольких месяцев под стражей был сослан в Дамаск, где в 1905 году создал революционную организацию Ватан («Родина»).

## Начало службы. Младотурки

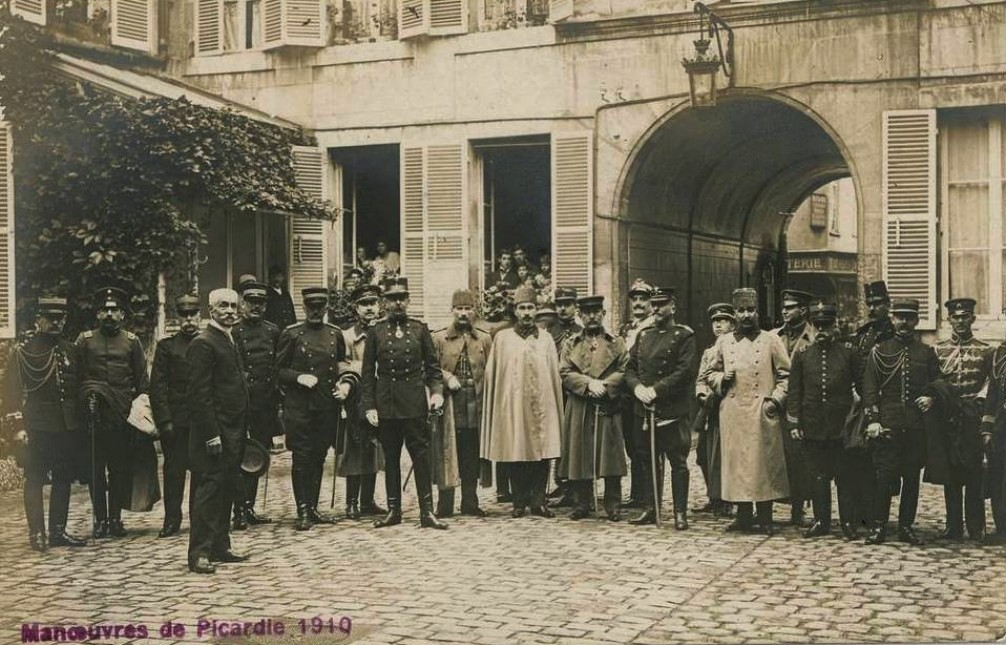
Пикардийские учения, 1910 год.

В 1905—1907 годах вместе с Лютфи Мюфит-беем (Оздешем) служил в 5-й армии, дислоцированной в Дамаске. В 1907 году Мустафа Кемаль был повышен в звании и получил направление в 3-ю армию в город Манастир.
Уже во время учёбы в Салониках Кемаль участвовал в революционных обществах; по окончании Академии примкнул к младотуркам, участвовал в подготовке и проведении Младотурецкой революции 1908 года; впоследствии, ввиду разногласий с лидерами младотурецкого движения, временно отошёл от политической деятельности.
В 1910 году Мустафа Кемаль был направлен во Францию, где присутствовал на пикардийских военных манёврах. В 1911 году начал служить в Стамбуле, в Генштабе вооружённых сил. В ходе итало-турецкой войны, начавшейся в 1911 году со штурма Триполи итальянцами, Мустафа Кемаль вместе с группой своих товарищей сражался в районе Тобрука и Дерне. 22 декабря 1911 года Мустафа Кемаль одержал победу над итальянцами в сражении под Тобруком, а 6 марта 1912 года был назначен на пост командующего османскими войсками в Дерне. В октябре 1912 года началась Первая Балканская война, в которой Мустафа Кемаль принял участие вместе с военными подразделениями из Галлиполи и Болайыра. Он сыграл большую роль в деле отвоевания Дидимотихона (Диметоки) и Эдирне у болгар.
В 1913 году Мустафа Кемаль был назначен на пост военного атташе в Софии, где в 1914 году он получил звание подполковника. Там Мустафа Кемаль прослужил до 1915 года, когда был направлен в Текирдаг для формирования 19-й дивизии.

## Кемаль в Первой мировой войне

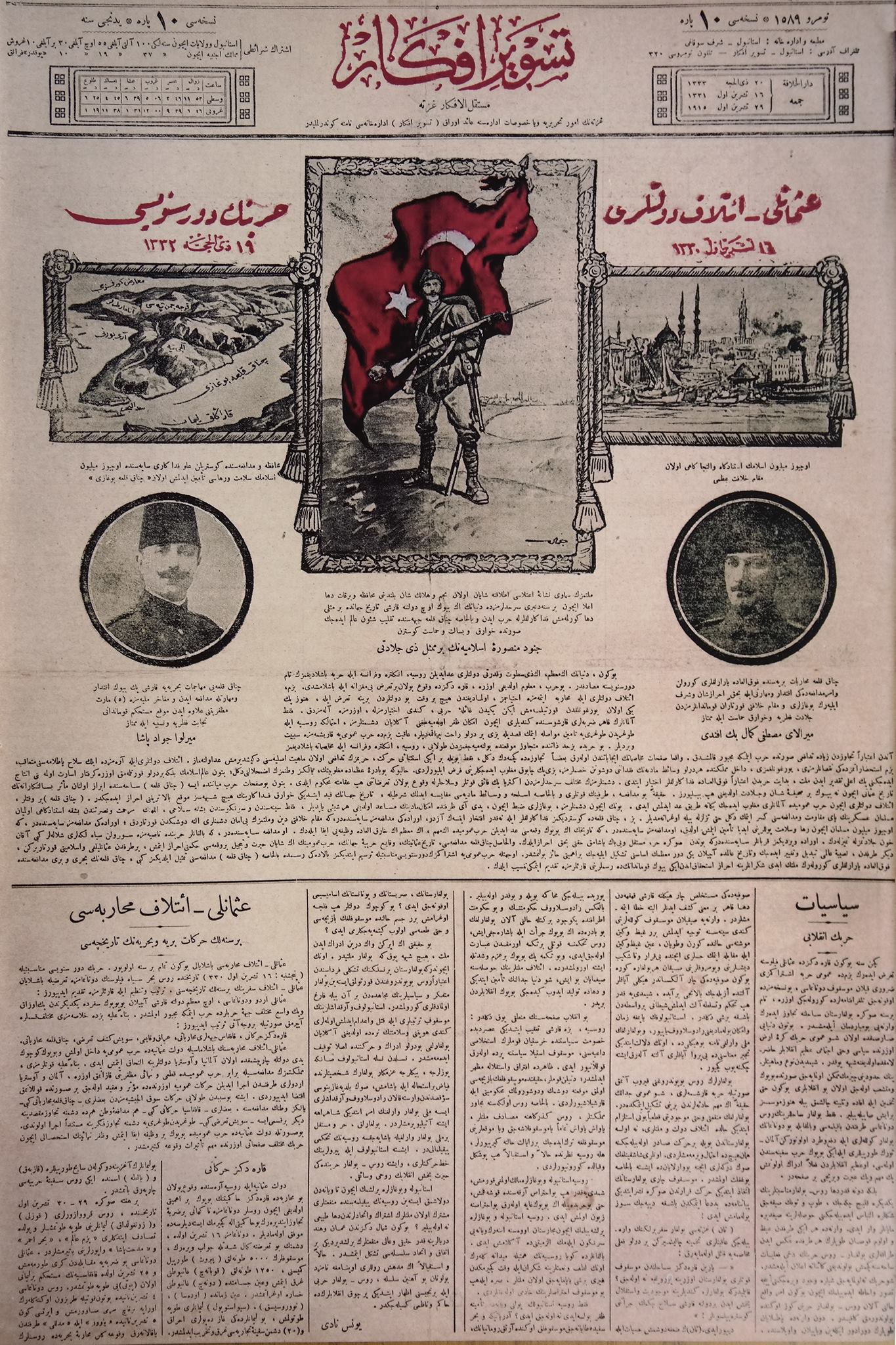
Джеват-паша и Мустафа Кемаль-бей в номере газеты «Татствир-и эфкар» от 29 октября 1915 года.

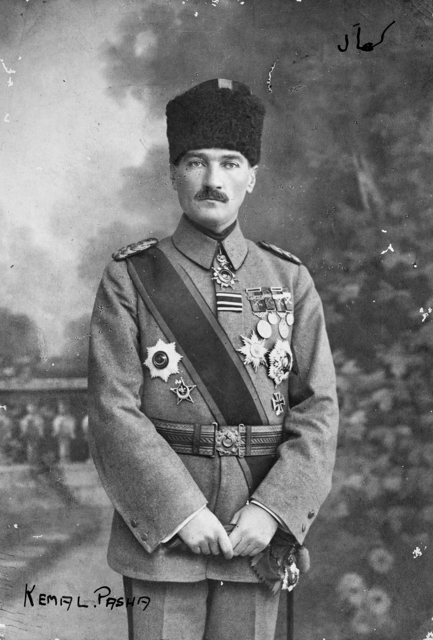
Мустафа Кемаль-паша, в то время командующий 7-й турецкой армией (1918).

В начале Первой мировой войны Мустафа Кемаль успешно командовал турецкими войсками в битве за Чанаккале (см. Дарданелльская операция).
18 марта 1915 года англо-французская эскадра попыталась пройти пролив Дарданеллы, однако понесла тяжёлые потери. После этого командование Антанты приняло решение высадить десант на полуострове Галлиполи. 25 апреля 1915 года англо-французы, высадившиеся на мысе Арыбурну (см. Высадка в бухте Анзак), были остановлены 19-й дивизией под командованием Мустафы Кемаля. После этой победы Мустафа Кемаль был произведён в полковники.
Во время высадки войск Австралийского и Новозеландского корпуса и иных британских частей на Галлипольском полуострове в ходе Дарданелльской операции, в наиболее отчаянный момент сражений, утром 25 апреля 1915 года, в приказе дня для 57-го полка своей дивизии Кемаль написал: «Я не приказываю вам наступать, я приказываю вам умереть. Пока мы будем умирать, другие войска и командиры смогут прийти и стать на наши места». Почти весь личный состав 57-го полка погиб к концу сражения.
6—7 августа 1915 года английские войска вновь перешли в наступление с полуострова Арыбурну.
6—15 августа 1915 года группа войск под командованием германского офицера Отто Сандерса и Кемаля сумела воспрепятствовать успеху британских сил при высадке в заливе Сувла. Затем последовали победа при Киречтепе (17 августа) и вторая победа при Анафарталар (21 августа). За проявленную доблесть Мустафа Кемаль был повышен в чине до генерал-майора и получил титул паши.
После битв за Дарданеллы Кемаль командовал войсками в Эдирне и Диярбакыре. 1 апреля 1916 года он был произведён в дивизионные генералы (генерал-лейтенант) и назначен командующим 2-й армии. Под его командованием 2-я армия в начале августа 1916 года сумела ненадолго занять Муш и Битлис, но вскоре была выбита оттуда русскими (см. Эрзинджанское сражение, Битлисское сражение и Огнотская операция).
После краткосрочной службы в Дамаске и Халебе вернулся в Стамбул. Отсюда вместе с наследным принцем Вахидеттином эфенди отправился в Германию на линию фронта для проведения инспекции. По возвращении из этой поездки серьёзно заболел и был отправлен на лечение в Вену и Баден-Баден.
15 августа 1918 года вернулся в Халеб в должности командующего 7-й армией. Под его командованием армия успешно оборонялась от атак английских войск.
После подписания Мудросского перемирия (капитуляции Османской империи) (30 октября 1918 года) был назначен на пост командующего группой армий «Йылдырым». После роспуска этого соединения Мустафа Кемаль 13 ноября 1918 года вернулся в Стамбул, где начал работать в Министерстве обороны.

## Организация Ангорского правительства

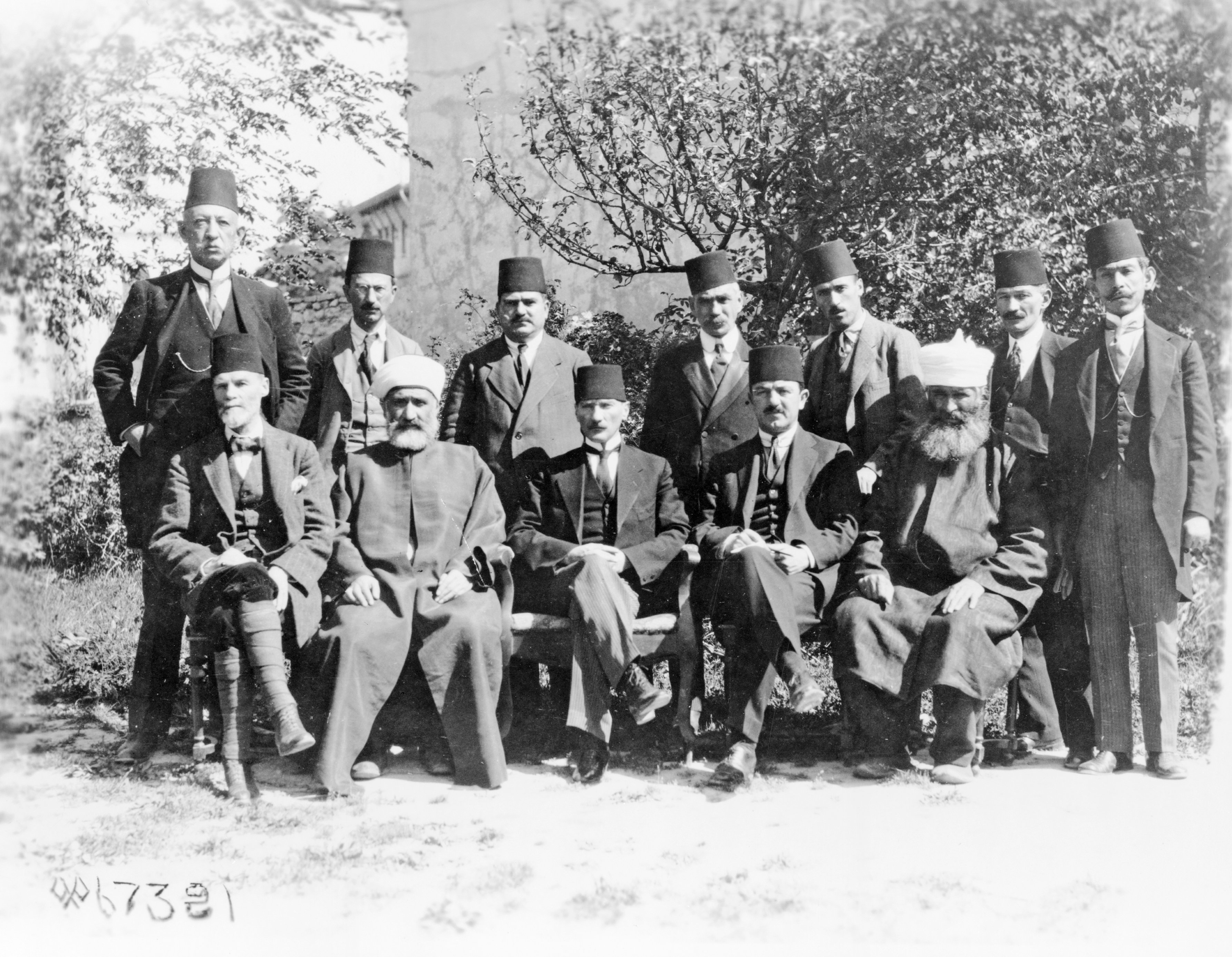
Мустафа Кемаль и члены комитета представителей в Сивасе (сентябрь 1919).

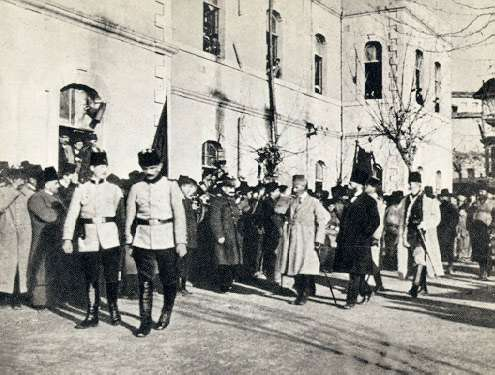
Мустафа Кемаль и члены комитета представителей в Анкаре (27 декабря 1919).

Подписание полной капитуляции заставило приступить к планомерному разоружению и расформированию Османской армии. 19 мая 1919 года Мустафа Кемаль в качестве инспектора 9-й армии на судне Бандырма прибыл в Самсун.
22 июня 1919 года в Амасье он обнародовал циркуляр (Amasya Genelgesi), который гласил, что независимость страны находится под угрозой, а также объявлял созыв депутатов на Сивасский конгресс.
8 июля 1919 года Кемаль уволился из османской армии. 23 июля — 7 августа 1919 года в Эрзуруме состоялся съезд (Erzurum Kongresi) шести восточных вилайетов империи, за которым последовал Сивасский конгресс, проведённый с 4 по 11 сентября 1919 года. Мустафа Кемаль, обеспечивший созыв и работу этих конгрессов, таким образом определил пути «спасения отчизны». Султанское правительство пыталось этому противодействовать, и 3 сентября 1919 года был издан указ об аресте Мустафы Кемаля, однако у того уже хватало сторонников, чтобы противодействовать выполнению этого указа. 27 декабря 1919 года Мустафу Кемаля с ликованием встретили жители Ангоры (Анкара).
После оккупации Константинополя (ноябрь 1918 года) войсками Антанты и роспуска османского парламента (16 марта 1920 года) Кемаль созвал в Ангоре собственный парламент — Великое Национальное Собрание Турции (ВНСТ), первое заседание которого открылось 23 апреля 1920 года. Сам Кемаль был избран председателем парламента и главой правительства Великого Национального Собрания, которое тогда не признавалось ни одной из держав. 29 апреля Великое Национальное Собрание приняло закон, приговаривающий к смертной казни любого, кто усомнится в его легитимности. В ответ на это султанское правительство в Стамбуле 1 мая издало указ, приговаривающий к смерти Мустафу Кемаля и его сторонников.
Основной непосредственной задачей кемалистов была борьба с армянами на северо-востоке, с греками — на западе, а также — с оккупацией Антантой турецких земель и сохранявшимся де-факто режимом капитуляций.
7 июня 1920 года ангорское правительство объявило недействительными все прежние договоры Османской империи; кроме того, правительство ВНСТ отвергло и в конечном итоге, путём военных действий, сорвало ратификацию подписанного 10 августа 1920 года между султанским правительством и странами Антанты Севрского договора, который они считали несправедливым в отношении турецкого населения империи. Воспользовавшись ситуацией, когда предусмотренный договором международный судебный механизм не был создан, кемалисты захватили заложников из числа британских военнослужащих и стали обменивать их на членов младотурецкого правительства и других лиц, интернированных на Мальте по обвинению в преднамеренном уничтожении армян. Подобным механизмом[прояснить] стал Нюрнбергский процесс спустя годы.

## Турецко-армянская война. Отношения с РСФСР
Основные этапы турецко-армянской войны: взятие Сарыкамыша (20 сентября 1920 года), Карса (30 октября 1920 года) и Гюмри (7 ноября 1920 года).
Важное значение в военных успехах кемалистов против армян, а также впоследствии греков, имела значительная финансовая и военная помощь, оказанная правительством РСФСР начиная с осени 1920 года вплоть до 1922 года. Уже в 1920 году, в ответ на письмо Кемаля Ленину от 26 апреля 1920 года, содержавшее просьбу о помощи, правительство РСФСР направило кемалистам 6 тысяч винтовок, свыше 5 млн винтовочных патронов, 17 600 снарядов и 200,6 кг золота в слитках.
Письмо Мустафы Кемаля Владимиру Ленину от 26 апреля 1920 года, среди прочего, гласило: «Первое. Мы принимаем на себя обязательство соединить всю нашу работу и все наши военные операции с российскими большевиками, имеющими целью борьбу с империалистическими правительствами и освобождение всех угнетённых из-под их власти <…>» Во второй половине 1920 года Кемаль планировал создать подконтрольную ему турецкую коммунистическую партию для получения финансирования от Коминтерна; но 28 января 1921 года руководство турецких коммунистов было ликвидировано с его санкции.
При заключении 16 марта 1921 года в Москве договора о «дружбе и братстве» (по которому к Турции отошёл ряд территорий бывшей Российской Империи: Карсская область и Сурмалинский уезд) было также достигнуто соглашение об оказании анкарскому правительству безвозмездной финансовой помощи, а также помощи оружием, в соответствии с которым Советское правительство в течение 1921 года направило в распоряжение кемалистов 10 млн руб. золотом, более 33 тысяч винтовок, около 58 млн патронов, 327 пулемётов, 54 артиллерийских орудия, более 129 тысяч снарядов, полторы тысячи сабель, 20 тысяч противогазов, 2 морских истребителя и «большое количество другого военного снаряжения». Правительство РСФСР выступило в 1922 году с предложением пригласить представителей правительства Кемаля на Генуэзскую конференцию, что означало для ВНСТ фактическое международное признание.

## Греко-турецкая война

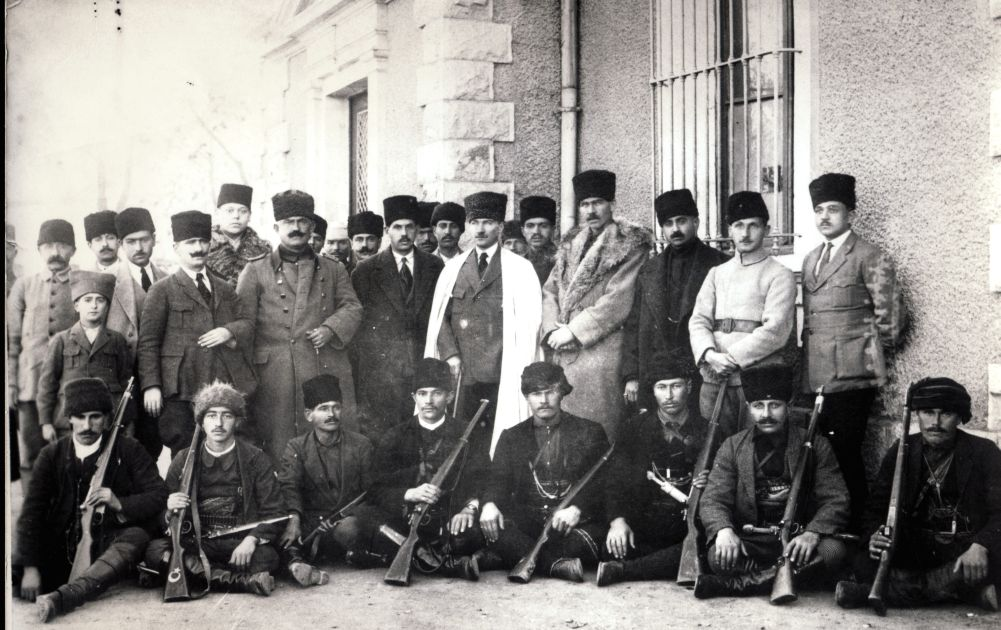
Ататюрк в окружении черкесов в июне 1920 года.

Согласно турецкой историографии считается, что «Национально-освободительная война турецкого народа» началась 15 мая 1919 года с первых выстрелов, данных в Смирне по высадившимся в городе грекам. Оккупация Смирны войсками Греции осуществлялась в соответствии со статьёй 7-й Мудросского перемирия.
Основные этапы войны:
- Оборона региона Чукуровы, Газиантепа, Кахраманмараша и Шанлыурфы (1919—1920 годы);
- Первая победа Инёню (6—10 января 1921 года);
- Вторая победа Инёню (23 марта — 1 апреля 1921 года);
- Поражение при Эскишехире (Сражение при Афьонкарахисаре-Эскишехире), отступление к Сакарье (17 июля 1921 года);
- Победа в битве при Сакарье (23 августа—13 сентября 1921);
- Генеральное наступление и победа над греками при Домлупынаре (ныне ил Кютахья, Турция; 26 августа—9 сентября 1922 года)[46].

После победы при Сакарье ВНСТ пожаловало Мустафе Кемалю титул «гази» и звание маршала (21.9.1921).

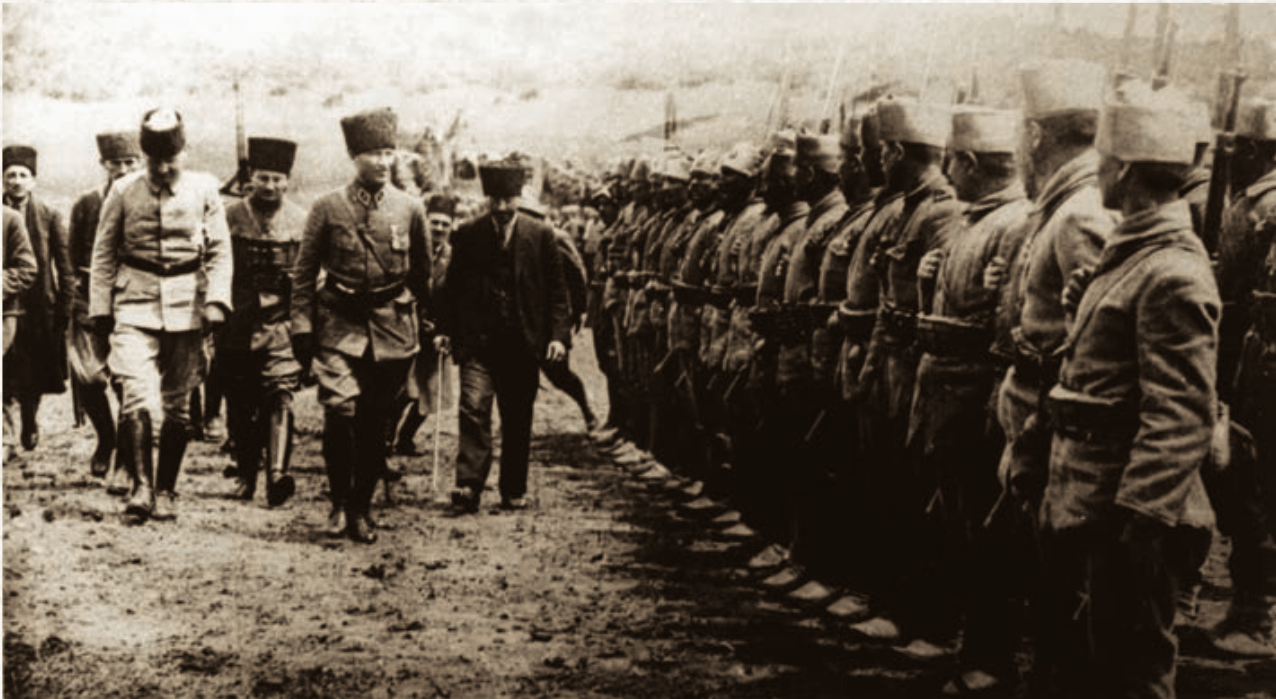
Ататюрк инспектирует турецкие войска 18 июня 1922 г.

18 августа 1922 года Кемаль начал решающее наступление, 26 августа позиции греков были прорваны, и греческая армия фактически потеряла боеспособность. 30 августа был взят Афьон-Карахисар, 5 сентября — Бурса. Остатки греческой армии стеклись в Смирну, однако флота для эвакуации не хватало. Эвакуироваться сумели не более трети греков. Турки захватили 40 тысяч человек, 284 орудия, 2 тысячи пулемётов и 15 самолётов.
В ходе греческого отступления обе стороны творили взаимные жестокости: греки убивали и грабили турок, турки — греков. Около миллиона человек с обеих сторон осталось без крова.
9 сентября Кемаль, находясь во главе турецкой армии, вступил в Смирну; греческие и армянские части города были полностью уничтожены пожаром; всё греческое население бежало либо было уничтожено. В сожжении города были обвинены греки и армяне, а также лично митрополит Смирнский Хризостом, в первый же день вступления кемалистов погибший мученической смертью (командующий Нуреддин-паша выдал его турецкой толпе, которая умертвила его после жестоких истязаний. Ныне причислен к лику святых).
17 сентября 1922 года Кемаль направил телеграмму министру иностранных дел, которая предлагала следующую версию: город был подожжён греками и армянами, которых к тому побуждал митрополит Хризостом, утверждавший, что сожжение города — религиозный долг христиан; турки же делали все для его спасения. То же Кемаль говорил французскому адмиралу Ш.-А. Дюменилю: «Мы знаем, что существовал заговор. Мы даже обнаружили у женщин-армянок всё необходимое для поджога… Перед нашим прибытием в город в храмах призывали к священному долгу — поджечь город». Французская журналистка Берта Жорж-Голи, освещавшая войну в турецком лагере и прибывшая в Измир уже после событий, писала: «Кажется достоверным, что, когда турецкие солдаты убедились в собственной беспомощности и видели, как пламя поглощает один дом за другим, их охватила безумная ярость и они разгромили армянский квартал, откуда, по их словам, появились первые поджигатели».
Кемалю приписываются слова, якобы сказанные им после резни в Измире: «Перед нами знак того, что Турция очистилась от предателей-христиан и от иноземцев. Отныне Турция принадлежит туркам».
Под давлением британских и французских представителей Кемаль в конце концов разрешил эвакуацию христиан, но не мужчин от 15 до 50 лет: они были депортированы во внутренние области на принудительные работы и в большинстве погибли.
11 октября 1922 года державы Антанты подписали с кемалистским правительством перемирие, к которому спустя 3 дня присоединилась Греция; последняя была вынуждена оставить Восточную Фракию, эвакуировав оттуда православное (греческое) население.
24 июля 1923 года в Лозанне был подписан Лозаннский мирный договор (1923), положивший конец войне и определивший современные границы Турции на западе. Лозаннский договор, среди прочего, предусматривал обмен населением между Турцией и Грецией, что означало окончание многовековой истории греков в Анатолии (Малоазийская катастрофа).
6 октября того же года кемалисты вступили в эвакуированный Антантой Константинополь.

## Упразднение султаната. Создание республики

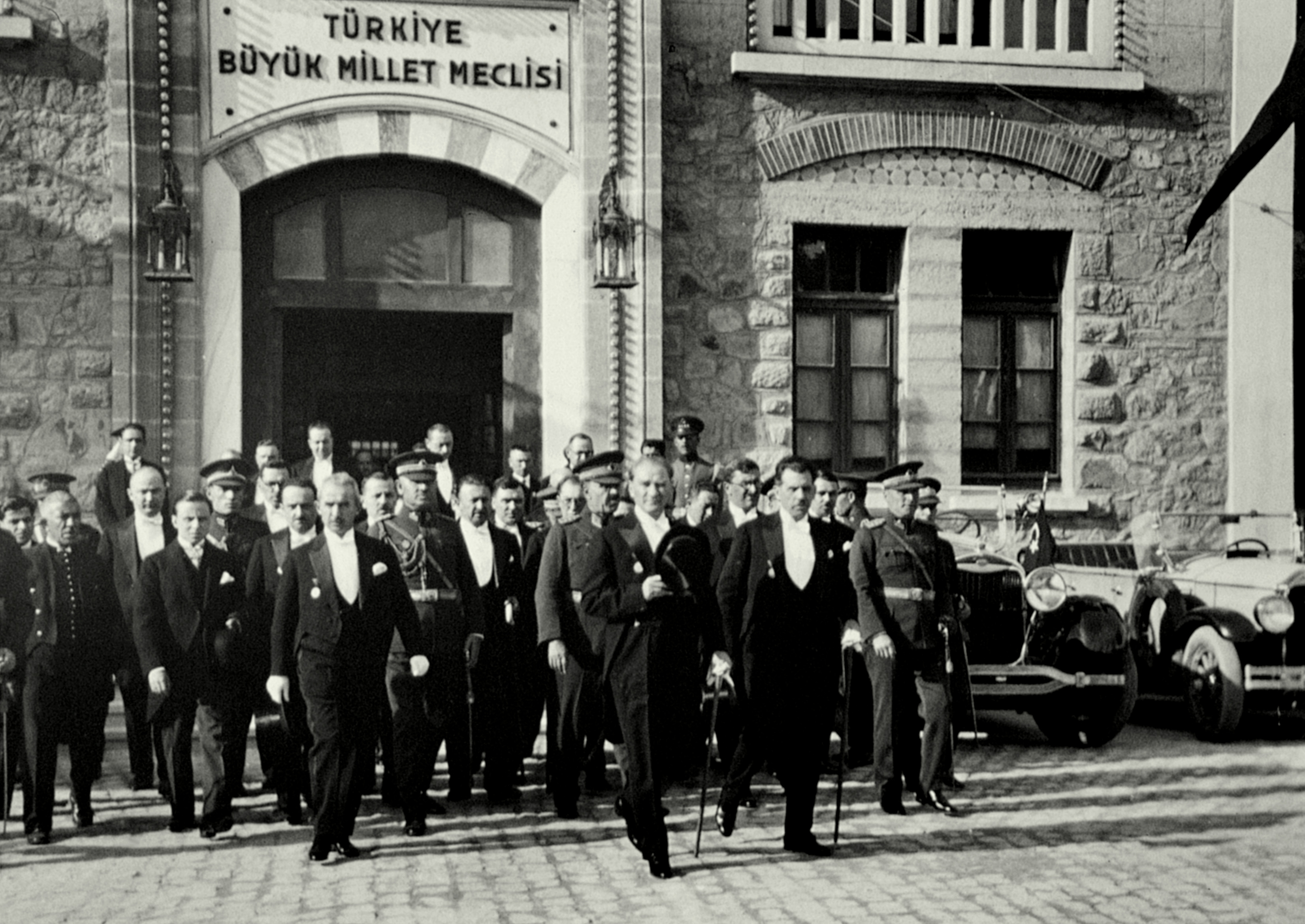
Ататюрк выходит из здания парламента.

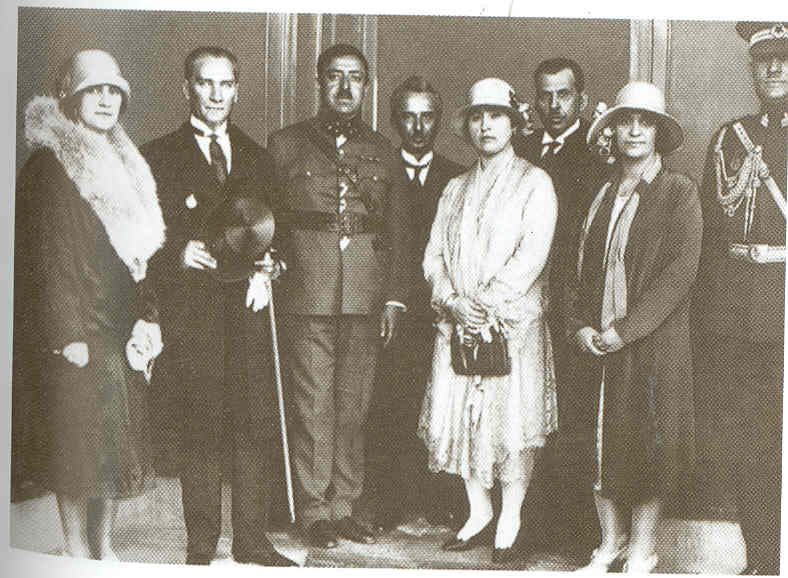
С королём Афганистана Аманулла-ханом.

23 апреля 1920 года открытие Великого национального собрания Турции (ВНСТ), бывшего тогда чрезвычайным органом власти, сочетавшим законодательную, исполнительную и судебную власть, стало провозвестником создания Турецкой республики. Первым председателем ВНСТ стал Кемаль.
2 ноября 1922 года халифат и султанат были отделены друг от друга; султанат упразднялся. В речи, которую Кемаль произнёс в ходе заседания ВНСТ 1 ноября 1922 года, он, сделав экскурс в историю халифата и оттоманской династии, в частности, сказал:

<…> В конце концов в правление Вахидеддина, 36-го и последнего падишаха Оттоманской династии, турецкая нация оказалась поверженной в бездну рабства. Эту нацию, которая в течение тысячелетий являлась благородным символом независимости, хотели ударом ноги сбросить в пропасть. Так же, как ищут какую-нибудь бессердечную тварь, лишённую всяких человеческих чувств, для того, чтобы поручить ей затянуть верёвку на шее осужденного, так же для того, чтобы нанести этот удар, нужно было найти предателя, человека без совести, недостойного и вероломного. Те, которые выносят смертный приговор, нуждаются в помощи со стороны такой подлой твари. Кто мог бы быть этим подлым палачом? Кто мог бы положить конец независимости Турции, покуситься на жизнь, честь и достоинство турецкой нации? Кто мог бы иметь бесславную смелость принять, выпрямляясь во весь рост, смертный приговор, провозглашённый в отношении Турции? (Крики: «Вахидеддин, Вахидеддин!», шум.)
(Паша, продолжая:) Да, Вахидеддин, которого к несчастью эта нация имела в качестве главы и которого она назначила сувереном, падишахом, халифом… (Крики: «Да проклянет его Аллах!») <…>
— Русский перевод речи по: Мустафа Кемаль. Путь новой Турции. М., 1934, Т. IV, стр. 280: «Речь его превосходительства Гази Мустафа Кемаль паши на заседании от 1 ноября 1922 г.» (Выдержка из заседания Великого национального собрания по вопросу о провозглашении национального суверенитета)
19 ноября 1922 года Кемаль телеграммой извещал Абдул-Меджида II о его избрании Великим национальным собранием на престол халифата: «18 ноября 1922 г. в своём 140-м пленарном заседании Великое национальное собрание Турции единогласно постановило в соответствии с фетвами, изданными министерством культа, низложить Вахидеддина, который принял оскорбительные и пагубные для ислама предложения неприятеля посеять несогласие между мусульманами и даже вызвать среди них кровавую бойню. <…>»
29 октября 1923 года была провозглашена республика с Кемалем в качестве её президента. 20 апреля 1924 года была принята 2-я конституция Турецкой республики, действовавшая до 1961 года.

## Реформы

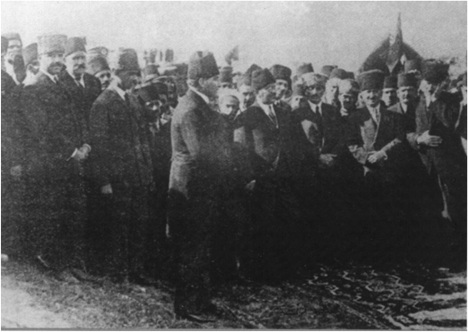
Одним из направлений политики было развитие транспортной сети по всей стране. На фото Ататюрк выступает на церемонии закладки железнодорожной линии Самсун—Чаршамба (1924).

По мнению российского тюрколога В. Г. Киреева, военная победа над интервентами позволила кемалистам, которых он считает «национальными, патриотическими силами молодой республики», обеспечить стране право на дальнейшее преобразование и модернизацию турецкого общества и государства. Чем больше кемалисты упрочивали свои позиции, тем чаще они заявляли о необходимости европеизации и секуляризации.
Первым условием модернизации было создание светского государства. 29 февраля 1924 года состоялась последняя традиционная церемония пятничного посещения последним халифом Турции мечети в Стамбуле. На следующий день, открывая очередное заседание ВНСТ, Мустафа Кемаль произнёс обвинительную речь по поводу векового использования исламской религии в качестве политического инструмента, потребовал вернуть её «истинному предназначению», срочно и самым решительным образом спасти «священные религиозные ценности» от разного рода «тёмных целей и вожделений». 3 марта на заседании ВНСТ под председательством М. Кемаля были приняты, среди других, законы об отмене в Турции шариатского судопроизводства, передача вакуфного имущества в распоряжение создаваемого генерального управлениями вакуфами.
Также предусматривалась передача всех научных и учебных заведений в распоряжение министерства просвещения, создание единой светской системы национального образования. Данные распоряжения распространялись и на иностранные учебные заведения, и на школы национальных меньшинств.
В 1926 году был принят новый Гражданский кодекс, где устанавливались либеральные светские принципы гражданского права, определялись понятия собственности, владения недвижимого имущества — частного, совместного и т. д. Кодекс был переписан с текста швейцарского гражданского кодекса, тогда — самого передового в Европе. Таким образом ушёл в прошлое Меджелле — свод османских законов, а также Земельный кодекс 1858 года.
Одним из основных преобразований Кемаля на начальном этапе становления нового государства стала экономическая политика, которая определялась неразвитостью его социально-экономической структуры. Из 14 млн населения около 77 % проживало в деревнях, 81,6 % было занято в сельском хозяйстве, 5,6 % — в промышленности, 4,8 % — в торговле и 7 % — в сфере услуг. Доля сельского хозяйства в национальном доходе составляла 67 %, промышленности — 10 %. Большая часть железных дорог оставалась в руках иностранцев. В банковском деле, страховых компаниях, муниципальных предприятиях, в горнодобывающих предприятиях также господствовал иностранный капитал. Функции Центрального Банка выполнял Оттоманский банк, контролируемый английским и французским капиталом. Местная промышленность за отдельным исключением была представлена ремеслом и мелкими кустарными промыслами.

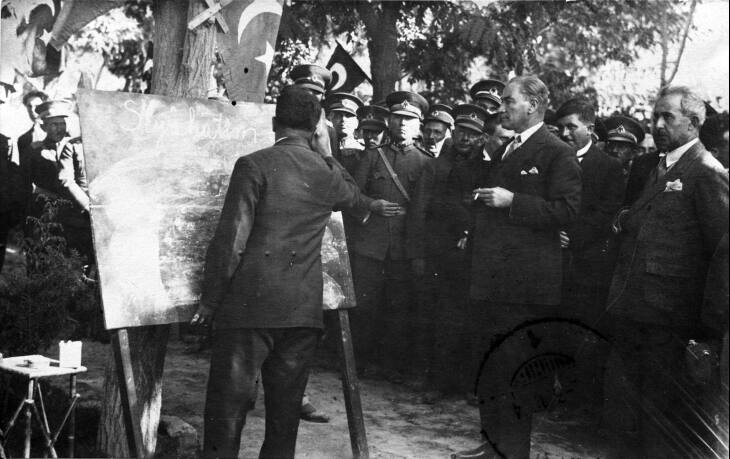
Ататюрк в Сивасе во время кампании за новый турецкий алфавит (1928).

В 1924 году при поддержке Кемаля и ряда депутатов Меджлиса был учреждён Деловой банк. Уже в первые годы деятельности он стал владельцем 40 % акции компании «Тюрк тельсиз телефон ТАШ», построил крупнейший тогда в Анкаре отель «Анкара-палас», купил и реорганизовал фабрику шерстяных тканей, предоставил кредиты нескольким анкарским торговцам, поставлявшим на экспорт тифтик и шерсть.
Важнейшее значение имел Закон о поощрении промышленности, вступивший в силу с 1 июля 1927 года. Отныне промышленник, намеревавшийся строить предприятие, мог получить безвозмездно земельный участок до 10 га. Он освобождался от налогов на крытые помещения, на земельный участок, на прибыль и т. п. На материалы, импортируемые для строительства и производственной деятельности предприятия, не налагались таможенные сборы и налоги. В первый год производственной деятельности каждого предприятия на стоимость выпускаемой им продукции устанавливалась премия в 10 % стоимости.
К концу 1920-х годов в стране возникла обстановка чуть ли не бума. За 1920—1930-е годы была создана 201 акционерная компания с суммарным капиталом 112,3 млн лир, в том числе 66 компаний с иностранным капиталом (42,9 млн лир).
В аграрной политике государство распределяло среди безземельных и малоземельных крестьян национализированную вакуфную собственность, государственную и земли покинувших страну или умерших христиан. После курдского восстания шейха Саида были приняты законы об отмене натурального налога ашар и ликвидации иностранной табачной фирмы «Режи» (1925). Государство поощряло создание сельскохозяйственных кооперативов.
Для поддержания курса турецкой лиры и торговли валютой в марте 1930 года был учреждён временный консорциум, в который вошли все крупнейшие национальные и иностранные банки, действовавшие в Стамбуле, а также министерство финансов Турции. Спустя шесть месяцев после создания консорциуму было предоставлено право эмиссии. Дальнейшим шагом в упорядочении денежной системы и регулировании курса турецкой лиры стало учреждение в июле 1930 года Центрального банка, начавшего свою деятельность в октябре следующего года. С началом деятельности нового банка консорциум был ликвидирован, а право эмиссии перешло к Центральному банку. Таким образом, Оттоманский банк перестал играть доминирующую роль в турецкой финансовой системе.
1. Политические преобразования:

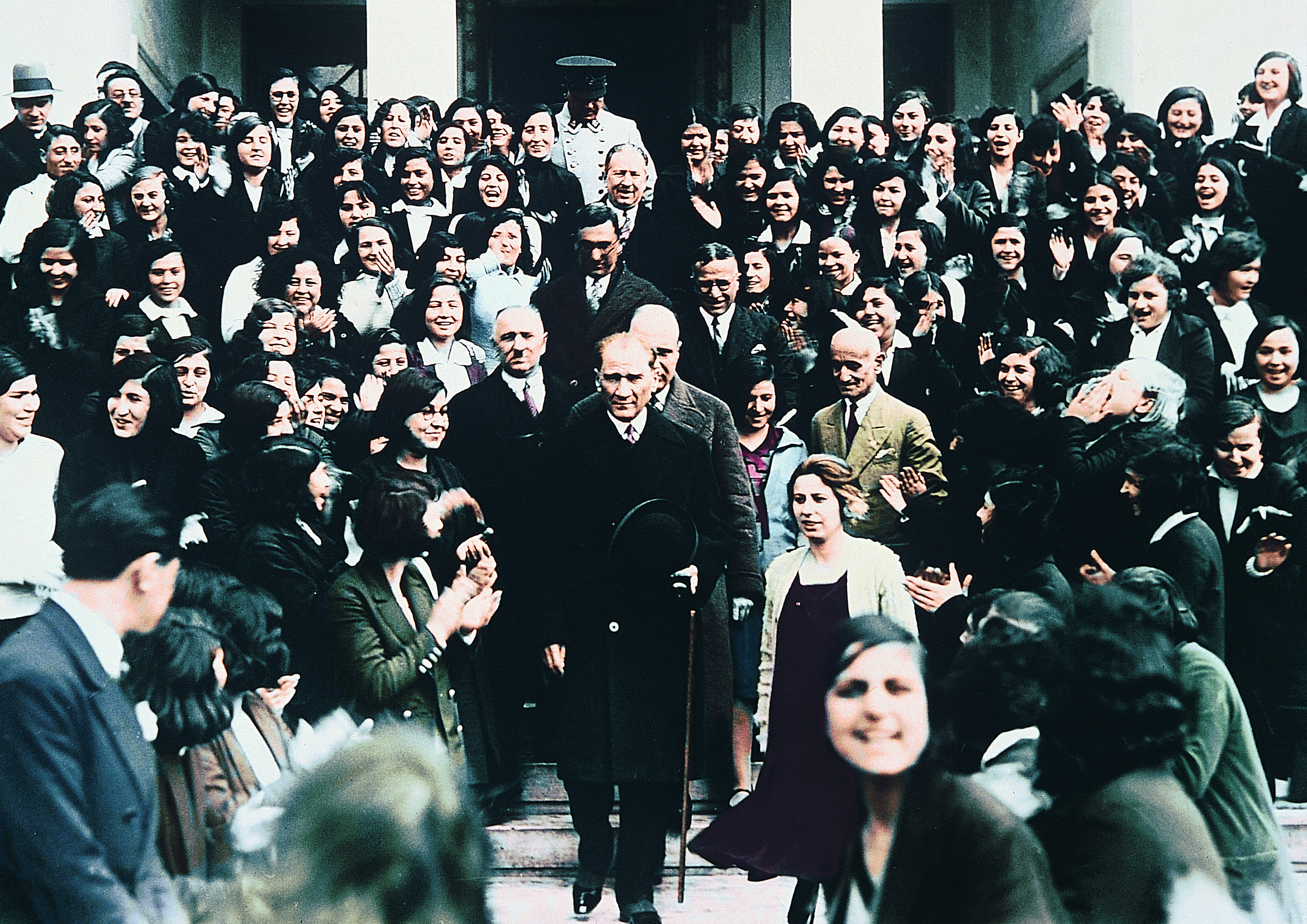
Ататюрк в Измирской средней школе (1931).

- Упразднение султаната (1 ноября 1922 года).
- Создание Народной партии и установление однопартийной политической системы (9 сентября 1923 года).
- Провозглашение Республики (29 октября 1923 года).
- Упразднение халифата (3 марта 1924 года).

2. Преобразования в общественной жизни:
- Реформа головных уборов и одежды (25 ноября 1925 года).
- Запрет на деятельность религиозных обителей и орденов (30 ноября 1925 года).
- Введение международной системы времени, календаря и мер измерения (1925—1931 годы).
- Предоставление женщинам равных с мужчинами прав (1926—1934 годы).
- Закон о фамилиях (21 июня 1934 года).
- Отмена приставок к именам в виде прозвищ и званий (26 ноября 1934 года).

3. Преобразования в правовой сфере:
- Отмена меджелле (свода законов, основывающихся на шариате) (1924—1937 годы).
- Принятие нового Гражданского кодекса и других законов, в результате чего стал возможным переход на светскую систему государственного правления.

4. Преобразования в сфере образования:
- Объединение всех органов образования под единым руководством (3 марта 1924 года).
- Принятие нового турецкого алфавита (1 ноября 1928 года).
- Учреждение Турецкого лингвистического и Турецкого исторического обществ.
- Упорядочение университетского образования (31 мая 1933 года).
- Нововведения в сфере изящных искусств.

5. Преобразования в сфере экономики:
- Отмена системы ашара (устаревшего налогообложения сельского хозяйства).
- Поощрение частного предпринимательства в сельском хозяйстве.
- Создание образцовых сельскохозяйственных предприятий.
- Издание Закона о промышленности и создание промышленных предприятий.
- Принятие 1-го и 2-го планов индустриального развития (1933—1937 годы), строительство дорог на территории всей страны.

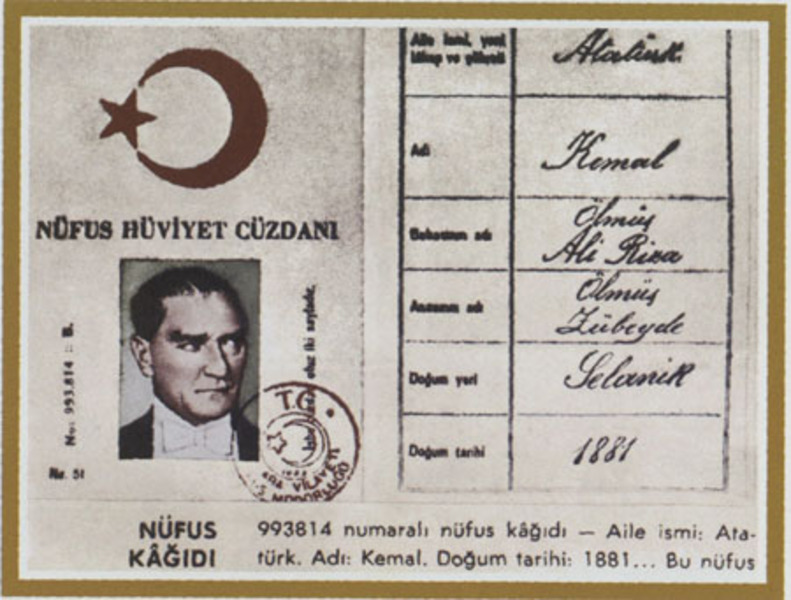
Паспорт Ататюрка (1934).

В соответствии с Законом о фамилиях, 24 ноября 1934 года ВНСТ присвоило Мустафе Кемалю фамилию Ататюрк.
Ататюрк дважды, 24 апреля 1920 года и 13 августа 1923 года, избирался на пост председателя ВНСТ. Этот пост совмещал в себе посты глав государства и правительства. 29 октября 1923 года была провозглашена Турецкая Республика, и Ататюрк был избран первым её президентом. В соответствии с конституцией, выборы президента страны проводились раз в четыре года, и Великое Национальное Собрание Турции избирало Ататюрка на этот пост в 1927, 1931 и 1935 годах. 24 ноября 1934 года турецкий парламент присвоил ему фамилию «Ататюрк» («отец турок» или «великий турок»).

## Кемализм
Идеология, выдвинутая Кемалем и получившая наименование кемализма, доныне считается официальной идеологией Турецкой республики. Она включает в себя 6 пунктов, впоследствии закреплённых в конституции 1937 года:
1. народность;
2. республиканизм;
3. национализм;
4. светскость;
5. этатизм (государственный контроль в экономике);
6. реформизм[64][65][66].

Национализму отводилось почётное место, он рассматривался как база режима. С национализмом был связан принцип «народности», провозглашавший единство турецкого общества и межклассовую солидарность внутри его, а также суверенитет (верховную власть) народа и ВНСТ как его представителя.

## Национализм и политика тюркизации меньшинств

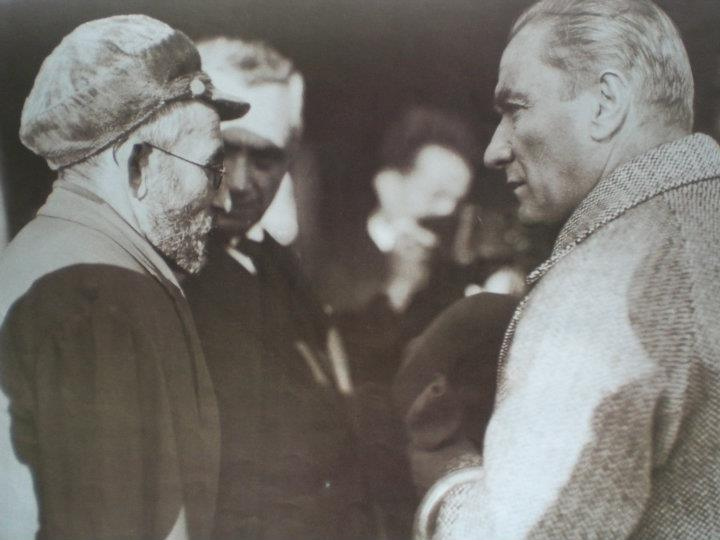
Ататюрк и гражданин.

Согласно Ататюрку, элементами, которые укрепляют турецкий национализм и единство нации, являются:
1. Пакт о национальном согласии.
2. Национальное воспитание.
3. Национальная культура.
4. Единство языка, истории и культуры.
5. Турецкое самосознание.
6. Духовные ценности.

В рамках этих концепций гражданство было законодательно отождествлено с этничностью, и все жители страны, включая курдов, составлявших более 20 процентов населения, были объявлены турками. Все языки, кроме турецкого, были запрещены. Вся система просвещения базировалась на воспитании духа турецкого национального единства. Эти постулаты были провозглашены в конституции 1924 года, особенно в её статьях 68, 69, 70, 80. Таким образом, национализм Ататюрка противопоставлял себя не соседям, а национальным меньшинствам Турции, пытавшимся сохранить свою культуру и традиции: Ататюрк последовательно строил моноэтническое государство, силой насаждая турецкую идентичность и подвергая дискриминации тех, кто пытался отстаивать свою самобытность.
Лозунгом турецкого национализма стала фраза Ататюрка: Как счастлив говорящий «я турок!» (тур. Ne mutlu Türküm diyene!), символизирующая смену самоидентификации нации, ранее называвшей себя османами. Это высказывание поныне написано на стенах, памятниках, рекламных щитах и даже на горах.
Сложнее обстояло дело с религиозными меньшинствами (армянами, греками и евреями), которым Лозаннский договор гарантировал возможность создавать собственные организации и учебные заведения, а также пользоваться национальным языком. Однако Ататюрк не был намерен добросовестно выполнять эти пункты. Была начата кампания по насаждению турецкого языка в быту национальных меньшинств под лозунгом: «гражданин, говори по-турецки!». От евреев, например, настойчиво требовали, чтобы они отказались от родного языка джудесмо (ладино) и перешли на турецкий, что рассматривалось как свидетельство лояльности государству. Одновременно печать призывала религиозные меньшинства «стать настоящими турками» и в подтверждение этого добровольно отказаться от прав, гарантированных им в Лозанне. В отношении евреев это было достигнуто тем, что в феврале 1926 года газеты опубликовали соответствующую телеграмму, якобы посланную 300 турецкими евреями в Испанию (при этом ни авторы, ни адресаты телеграммы так никогда и не были названы). Хотя телеграмма была откровенно фальшивой, евреи не посмели её опровергнуть. В результате была ликвидирована автономия еврейской общины в Турции; её еврейским организациям и учреждениям пришлось прекратить или в значительной мере свернуть свою деятельность. Им также строго запрещалось поддерживать связи с еврейскими общинами в других странах или участвовать в работе международных еврейских объединений. Было фактически ликвидировано еврейское национально-религиозное образование: отменены уроки еврейской традиции и истории, а изучение иврита сведено к минимуму, необходимому для чтения молитв. Евреев не принимали на службу в государственные учреждения, а тех, кто работал в них ранее, при Ататюрке уволили; в армии не принимали в офицеры и даже не доверяли им оружия — военную повинность они отбывали в трудовых батальонах.

## Репрессии против курдов

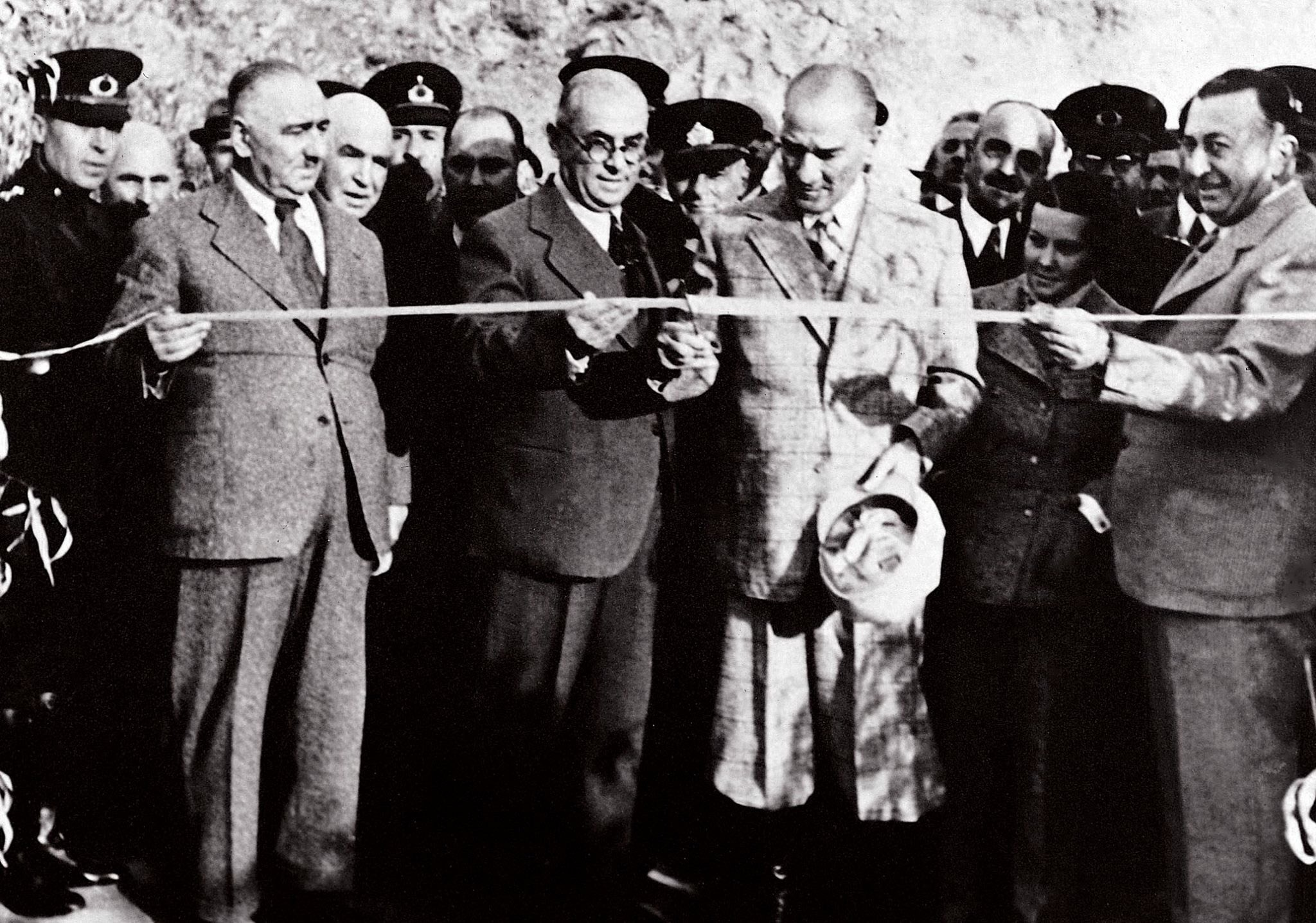
Ататюрк, Джеляль Баяр, Али Четинкая и Сабиха Гёкчен на церемонии открытия моста Сингеч в Тунджели 17 ноября 1937 года.

После истребления и изгнания христианского населения Анатолии (см. Геноцид армян, греков, ассирийцев) курды оставались единственным крупным нетурецким этносом на территории Турецкой республики. Образовавшиеся в начале 1920-х годов курдские общественные организации (такие, как в частности общество курдских офицеров «Азади», Курдская радикальная партия, «Курдская партия») были разгромлены и объявлены вне закона.
В феврале 1925 года началось массовое национальное восстание курдов, возглавленное шейхом суфийского ордена накшбанди Саидом Пирани. В середине апреля повстанцам было нанесено решительное поражение в Генчской долине, руководители восстания во главе с шейхом Саидом попали в плен и были повешены в Диярбакыре.
4 марта были учреждены военно-полевые суды («суды независимости»), во главе которых поставлен Исмет Инёню. Суды карали за малейшее проявление сочувствия к курдам: полковник Али-Рухи получил семь лет лишения свободы за высказанные им в кафе симпатии к курдам, журналист Уджузу был приговорён к многолетнему заключению за сочувствие Али-Рухи. Подавление восстания сопровождалось массовыми убийствами и депортациями мирных жителей; было уничтожено порядка 206 курдских деревень с 8758 домами, и убито более 15 тысяч жителей. Осадное положение на курдских территориях продлевалось много лет подряд. Было запрещено использование курдского языка в общественных местах, ношение национальной одежды. Книги на курдском языке конфисковывались и сжигались. Слова «курд» и «Курдистан» были изъяты из учебников, а сами курды объявлены «горными турками», по неизвестной науке причине забывшими свою турецкую идентичность. В 1934 году был принят «Закон о переселении» (№ 2510), по которому министр внутренних дел получил право изменять местожительство различных народностей страны в зависимости от того, насколько они «адаптировались к турецкой культуре». В результате тысячи курдов были переселены на запад Турции; на их место заселялись боснийцы, албанцы и прочие.
Открывая заседание меджлиса в 1936 году, Ататюрк заявил, что из всех проблем, стоящих перед страной, едва ли не самой важной является курдская, и призвал «покончить с ней раз и навсегда».
Однако репрессии не остановили повстанческого движения: последовали Араратское восстание 1927—1930 годов во главе с полковником Ихсаном Нури-пашой, провозгласившим в Араратских горах Араратскую курдскую республику. Новое восстание началось в 1936 году в районе Дерсим, населённом курдами-заза (алавитами), и пользовавшемся до того времени значительной самостоятельностью. По предложению Ататюрка, вопрос об «умиротворении» Дерсима был включён в повестку дня ВНСТ, итогом чего стало решение о его преобразовании в вилайет с особым режимом и переименовании в Тунджели. Главой особой зоны был назначен генерал Альпдоган. Вождь дерсимских курдов Сеид Реза направил ему письмо с требованием отмены нового закона; в ответ против дерсимцев были направлены жандармерия, войска и 10 самолётов, начавших бомбардировки района (смотрите: Дерсимская резня). Всего, по данным антрополога Мартина Ван Брюйниссена, погибло до 10 % населения Дерсима. Однако дерсимцы продолжали восстание на протяжении двух лет. В сентябре 1937 года Сеид Реза был выманен в Эрзинджан якобы для переговоров, схвачен и повешен; но только год спустя сопротивление дерсимцев было окончательно сломлено.

## Личная жизнь

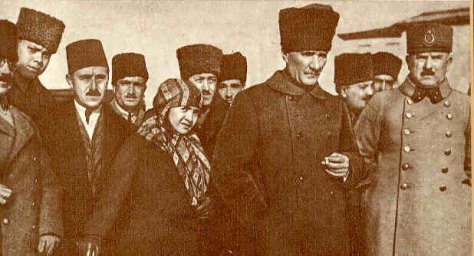
Ататюрк и его жена Латифе Ушаклыгиль в Эдремите, 1923.

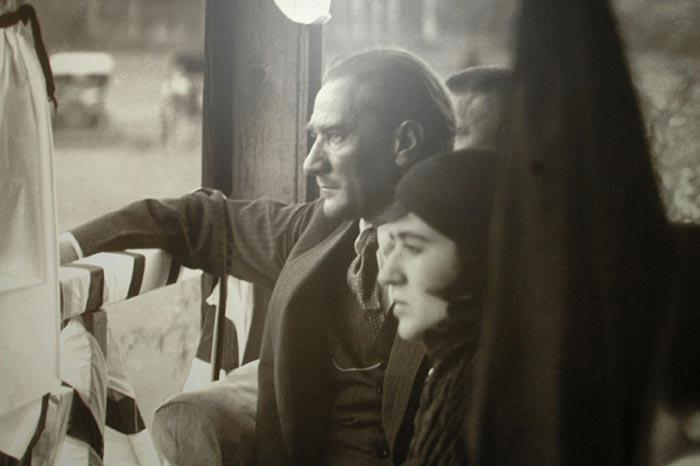
Ататюрк и его приемная дочь Эркин, Рукие, 1926.

29 января 1923 года Ататюрк женился на Латифе Ушаклыгиль (Латифе Ушакизаде). Брак Ататюрка и Латифе-ханым, которая вместе с основателем Турецкой республики отправлялась во многие поездки по стране, закончился 5 августа 1925 года. Причиной развода, по неофициальной версии, явилось постоянное вмешательство жены в дела Ататюрка. Родных детей у него не было, зато он взял 8 приёмных дочерей (Афет, Сабиху, Фикрие, Улкю, Небиле, Рукие, Зехру и Афифе) и 2 сыновей (Мустафу, Абдуррахима). Всем приёмным детям Ататюрк обеспечил хорошее будущее. Одна из приёмных дочерей Ататюрка Афет Инан стала историком и доктором философии, другая — Сабиха Гёкчен —  первой турецкой женщиной-лётчиком, в честь которой назвали международный аэропорт в Стамбуле. Карьера дочерей Ататюрка служила широко пропагандируемым примером для эмансипации турецкой женщины.

## Возможное участие в деятельности турецкого масонства
Ататюрк указан в некоторых энциклопедиях как масон (ложа: «Macedonia Risorta et Veritas No. 80»). Историк и биограф Ататюрка Эндрю Манго считает, что его членство в масонстве, хотя и не может быть абсолютно доказано, тем не менее весьма вероятно. В другом месте «Freimaurer-Wiki» говорится, что анонимный турецкий масон высокой степени написал: «Его принадлежность к ложе „Македония Рисорта“ в Салониках подтверждается только одним источником (всегда одним и тем же) в итальянской энциклопедии (также в Даниэле Лигу)…». В соответствии с практикой конфиденциальности масонских объединений такая информация часто не может быть проверена.
В книге под названием «Grey Wolf: Mustafa Kemal (Серый волк — Мустафа Кемаль)» Гарольд Кортни Армстронг отмечает, что Ататюрк высмеивал ритуалы масонов. В 1926 году еврейский и масонский экономист Мехмет Джавид-бей был казнён по приказу Ататюрка.

## Хобби Ататюрка
Ататюрк любил чтение, музыку, танцы, верховую езду и плавание, питал чрезвычайный интерес к танцам зейбек, борьбе и народным песням Румелии, получал большое удовольствие от игры в нарды и бильярд. Он был очень привязан к своим питомцам — коню Сакарья и псу по кличке Фокс.
Ататюрк владел французским и немецким языками, он собрал богатую библиотеку.
Также прочитал около 3 тыс. произведений литературы и научных трудов и написал свою под названием «Речь» (тур. Nutuk)
Проблемы родной страны он обсуждал в простой, располагающей к беседе обстановке, часто приглашая к себе на ужин учёных, представителей искусства, государственных деятелей. Он любил природу, часто посещал лесное хозяйство, названное его именем, и лично принимал участие в проводимых там работах.

## Смерть
В 1937 году Ататюрк подарил принадлежащие ему земли Казначейству, а часть своей недвижимости — мэриям Анкары и Бурсы. Часть наследства он отдал своей сестре, приёмным детям, турецким обществам лингвистики и истории. В 1937 году появились первые признаки ухудшения здоровья, в мае 1938 года врачи определили цирроз печени, вызванный хроническим алкоголизмом. Несмотря на это, Ататюрк до конца июля продолжал исполнять свои обязанности, пока это позволяло состояние здоровья. Ататюрк умер в 9 часов 5 минут 10 ноября 1938 года, в возрасте 57 лет, во дворце Долмабахче, бывшей резиденции турецких султанов в Стамбуле.
Ататюрк был похоронен 21 ноября 1938 года на территории музея этнографии в Анкаре. 10 ноября 1953 года останки были перезахоронены в выстроенном для Ататюрка мавзолее «Аныткабир».

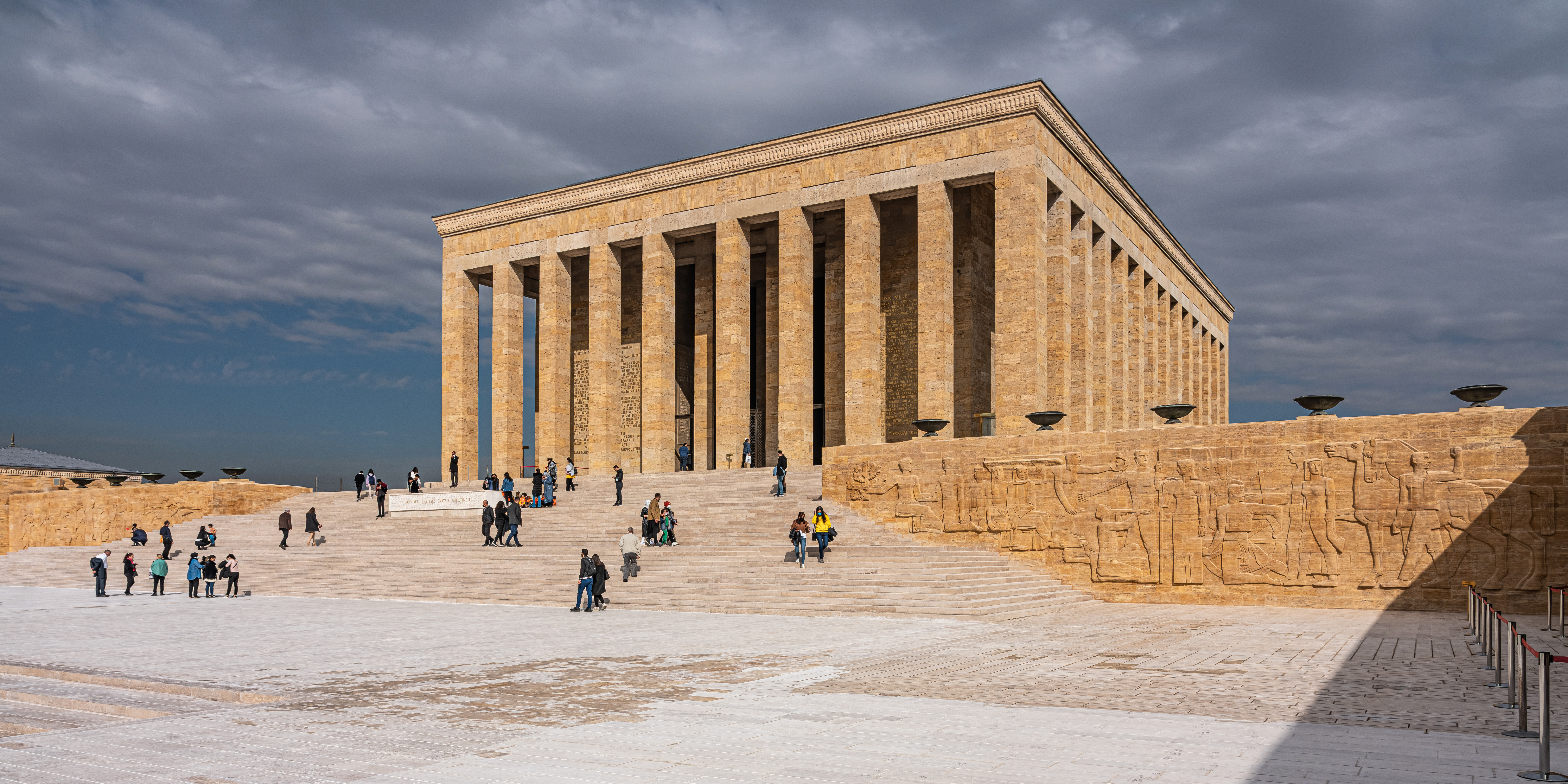
Мавзолей Ататюрка («Аныткабир»)

При преемниках Ататюрка сложился его посмертный культ личности, напоминающий отношение к Ленину в СССР и основателям многих независимых государств XX века. В каждом городе имеется памятник Ататюрку, его портреты присутствуют во всех государственных учреждениях, на банкнотах и монетах всех достоинств и т. п. Обычным стало указание лет жизни на плакатах 1881—1938. После потери власти его партией в 1950 году почитание Кемаля сохранилось. Был принят закон, согласно которому особого рода преступлением признано осквернение изображений Ататюрка, критика его деятельности и очернение фактов его биографии. Кроме того, запрещено ношение фамилии Ататюрк. До сих пор запрещена публикация переписки Кемаля с женой как придающая образу отца нации слишком «простой» и «человеческий» облик.
В мае 2010 года памятник Ататюрку открылся в столице Азербайджана Баку. На церемонии открытия присутствовали президент Азербайджана Ильхам Алиев и его супруга Мехрибан Алиева, премьер-министр Турции Реджеп Тайип Эрдоган и его супруга Эмине Эрдоган.

## Память
Ежегодно в Турции 10 ноября отмечается день памяти Ататюрка. Каждый год ровно в 9:05 по московскому времени (точное время его смерти) по всей стране звучат сирены, пешеходы и общественный транспорт останавливаются, а автомобилисты выходят из своих машин для почтения памяти Ататюрка минутой молчания. В учебных заведениях проходят торжественные церемонии, а к могиле первого президента в Анкаре возлагают цветы.
Также портрет Ататюрка можно встретить на банкнотах турецкой лиры разных годов выпуска (впервые с 1927 года). 
На аверсе всех номиналов банкнот последней версии турецкой лиры портрет Ататюрка  постепенно поворачивается из положения анфас в профиль  через каждые два номинала (5 и 10, 20 и 50, 100 и 200 лир).

## Мнения и оценки
В современной Турции Ататюрк почитается как военачальник, сохранивший независимость страны, и как реформатор.

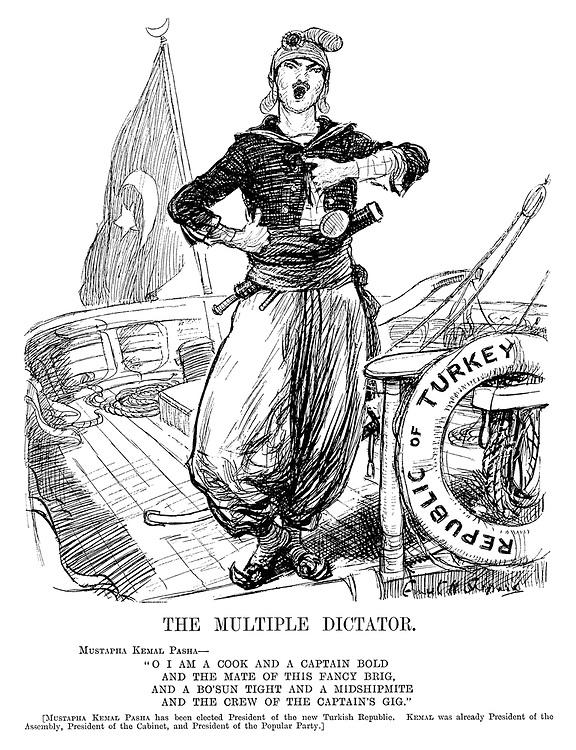
Британская карикатура 1923 года, критикующая правление Ататюрка в Турции.

Будучи лидером национального движения 1919—1923 годов, Ататюрк был описан союзниками и общеизвестным стамбульским журналистом Али Кемалем как «вождь грабителей». Лорд Бальфур в этом контексте назвал его «самым ужасным из всех ужасных турок» (most terrible of all the terrible Turks).
Примечательна оценка, данная Ататюрку Гитлером, который считал его «яркой звездой» в «тёмные дни 20-х годов», когда Гитлер пытался создать свою национал-социалистическую партию. В 1938 году Гитлер писал: «Ататюрк был первым, кто показал возможность мобилизации и восстановления ресурсов, потерянных страной. В этом отношении он был учителем. Муссолини был первым, а я его вторым учеником».
После смерти Ататюрка Гитлер выразил соболезнование, прислав его на имя председателя Великого национального собрания Турции, Абдюлхалика Ренды: «Ваше превосходительство председатель, всему турецкому народу лично от меня и от имени немецкого народа выражаю глубокое соболезнование в связи с кончиной Ататюрка. Вместе с ним мы потеряли великого воина, прекрасного государственного деятеля и историческую личность. В создании нового турецкого государства он внёс огромный вклад. Он будет жить во всех поколениях Турции».
Большая советская энциклопедия первого издания (1936) давала политической деятельности Кемаля Ататюрка следующую положительную оценку: «Кемаль встал на путь борьбы за независимость Турции… Кемаль стал во главе национально-освободительного движения. <…> Под руководством Кемаля проведены все важнейшие государственные и культурные реформы в Турции: ликвидация султаната, провозглашение республики, отмена халифата, отделение церкви от государства, воспрещение многоженства, предоставление избирательных прав женщинам, введение новых гражданского и уголовного кодексов по европейскому образцу, реформа одежды, латинизация алфавита, реформа языка (освобождение от арабизмов и фарсизмов) и так далее. <…> С 29/Х 1923 Кемаль — президент Турецкой республики, неизменно переизбираемый на этот пост каждое четырёхлетие. А. Миллер.»
Во втором издании БСЭ (1953) текст о Кемале был сокращён более чем вдвое и оценка диаметрально изменилась: «Как президент и лидер буржуазно-помещичьей партии держался антинародного курса во внутренней политике. По его распоряжению были запрещены Коммунистическая партия Турции и другие организации рабочего класса. Заявляя о своём стремлении поддерживать дружественные отношения с СССР, Кемаль Ататюрк на деле проводил политику, направленную на сближение с империалистическими державами. <…>» Реформы Кемаля, перечисленные в первом издании, были перечислены и во втором издании, но теперь их называли не «важнейшими» и «культурными», а «буржуазными».

## Награды
Османская империя:
- Орден Меджидие 5-й степени (25 декабря 1906)
- Орден Османие 4-й степени (6 ноября 1912)
- Орден Османие 3-й степени (1 февраля 1915)
- Серебряная медаль «За отличие» («Имтияз») (30 апреля 1915)
- Серебряная медаль «За заслуги» («Лиакат») (1 сентября 1915)
- Орден Османие 2-й степени (1 февраля 1916)
- Орден Меджидие 2-й степени (12 декабря 1916)
- Золотая медаль «За отличие» («Имтияз») (23 сентября 1917)
- Орден Меджидие 1-й степени (16 декабря 1917)
- Военная медаль (11 мая 1918)

Турецкая республика:
- Медаль «За независимость» («Истикляль»)[тур.] (21 ноября 1923)
- Орден Мурасса THK[тур.] (20 мая 1925)

Болгарское царство:
- Орден «Святой Александр», командорский крест (23 марта 1915)

Австро-Венгрия:
- Бронзовая Военная медаль «За заслуги» (27 июля 1916)
- Крест «За военные заслуги» 3-й степени (27 июля 1916)
- Серебряная Военная медаль «За заслуги» (9 сентября 1917)

Германская империя (Королевство Пруссия):
- Железный крест 2-го класса (9 сентября 1917)
- Железный крест 1-го класса (9 сентября 1917)
- Орден Короны 1-го класса (19 февраля 1918)

Королевство Афганистан:
- Орден Али-Лалы (27 марта 1923)